# Battaglia di Auerstädt
La battaglia di Auerstädt (più correttamente Auerstedt) oppose l'esercito prussiano contro parte dell'esercito francese comandato da Louis Nicolas Davout il 14 ottobre 1806, parallelamente alla battaglia di Jena che ebbe luogo nella stessa data.

## Antefatti della battaglia
L'armata francese, impegnata in Germania per la Guerra della Quarta Coalizione, affronta qui il grosso delle truppe di Federico Guglielmo III di Prussia, guidate dallo stesso re e dal duca di Brunswick. L'esercito prussiano, un punto di riferimento in Europa nel corso di mezzo secolo, fu sconfitto in due battaglie simultanee.

## La battaglia
Il Maresciallo Davout, al comando dell'ala destra dell'esercito francese, affrontò i prussiani ad Auerstädt, mentre l'Imperatore Napoleone lo faceva a Jena. L'Imperatore guidò la campagna con l'obiettivo di prendere Berlino. Dopo un incontro a Saalfeld, continuò a perseguitare l'esercito prussiano. Pensando che questo si trovasse a Weimar, ritirandosi verso Lipsia, accelerò la marcia per affrontarlo a Jena. I suoi esploratori gli indicarono che avrebbero raggiunto i prussiani durante il giorno 13 ottobre. Napoleone pensò di avere di fronte il grosso dell'esercito prussiano. Nella notte dal 13 al 14, inviò avanti Davout per affrontare sul fianco destro l'esercito prussiano e condurlo in campo aperto, dove il grosso dell'armata francese potesse affrontarlo con maggiore efficacia.
Davout affrontò allora quello che era in realtà un fortíssimo corpo d'armata con più di 50000 uomini, contro i 26000 del maresciallo francese. Il maresciallo Bernadotte avrebbe dovuto appoggiarlo ma, a causa di un presunto fraintendimento con l'imperatore continuò la sua marcia verso Jena, arrivando però in ritardo per partecipare allo scontro. Tuttavia, facendo tesoro di alcune conoscenze tattiche molto raffinate, Davout trattenne le forze sotto il comando dal Duca di Brunswick.
Lo scontro venne iniziato da Davout che, nonostante l'inferiorità numerica, volle attaccare per primo con una carica irresisitibile: lo stesso Brunswick cadde nello scontro e Federico Guglielmo non lo volle sostituire.
Ad attaccare furono allora i generali Schmettau e Waternsleben: il primo venne immediatamente travolto mentre il secondo, dopo alcuni scontri vittoriosi, venne decisamente sconfitto da Davout e costretto alla ritirata. Davout proseguì e scompigliò l'ala destra del reggimento avversario, disperdendola e costringendo alla ritirata Federico Guglielmo, che per tutta la battaglia era stato convinto di trovarsi a combattere contro Napoleone in persona.

## Conseguenze
Nella successiva controffensiva francese, questo esercito prussiano, sotto il comando dello stesso re Federico Guglielmo, verrà seccamente sconfitto.
La vittoria fu incredibile: la battaglia, terminata alle 12:30, era durata meno di quella di Jena, era stata vinta dai francesi lasciando sul campo migliaia di uomini nemici. Il giorno della doppia battaglia di Jena-Auerstadt fu gran festa in tutta la Francia.
Questa sconfitta, vicina a quella della battaglia di Jena, significò per la Prussia la fine della guerra, l'occupazione del territorio nazionale da parte delle truppe francesi, la presa di Berlino e la rinuncia ad importanti possedimenti territoriali, a seguito del trattato di Tilsit.